# John Carmichael (compositeur)
Pour les articles homonymes, voir John Carmichael et Carmichael.
John Carmichael OAM, né le 5 octobre 1930, est un pianiste, compositeur et musicothérapeute australien, longtemps résident au Royaume-Uni. Une de ses œuvres les plus connues est le Concierto folklorico pour piano et orchestre à cordes. Ses œuvres pour piano forment une grande partie de sa production musicale, bien qu'il compose pour de nombreux autres instruments. Son travail est décrit comme expressif et lyrique.

## Biographie
John Carmichael naît à Melbourne en 1930. Il étudie le piano auprès de Margaret Schofield et en 1947 obtient une bourse du conservatoire de Melbourne où il a Raymond Lambert pour professeur. Il étudie également la composition musicale auprès de Dorian Le Gallienne. Venu en Europe, il étudie au Conservatoire de Paris avec Marcel Ciampi et à Londres avec Arthur Benjamin et Anthony Milner, ancien élève de Mátyás Seiber. Il compose la musique pour le Festival des femmes de Grande-Bretagne au cours de cette période. Il rédige également des avis et critiques pour des magazines de musique.
John Carmichael est un pionnier dans le domaine de la musicothérapie ; Il développe l'enseignement de la musique et des projets d'appréciation de la musique à l'hôpital de Stoke Mandeville et à la clinique psychiatrique de  Netherden dans le comté du Surrey et travaille pour le Conseil de musicothérapie de Londres.
De 1958 à 1963, il est directeur musical de la compagnie de danse espagnole Eduardo Y Navarra, période au cours de laquelle il est fasciné par l'idiome populaire espagnol. Il fait des tournées internationales avec le groupe, dont une visite en Australie. De là son Concierto folklorico pour piano et orchestre à cordes. John Carmichael a deux fois enregistré ses compositions avec lui-même en soliste, chaque fois avec le West Australian Symphony Orchestra (en) (en 1970, dirigé par Tibor Paul (en) et en 1984, dirigé par David Measham (en)).
En 1980, son concerto pour flûte Phoenix est créé à l'opéra de Sydney avec James Galway en soliste et le Sydney Symphony Orchestra sous la direction de Louis Frémaux. Galway en crée également la première aux États-Unis la même année au Hollywood Bowl avec l'orchestre philharmonique de Los Angeles sous la direction de Michael Tilson Thomas.
En 1984, il se produit en soliste dans une représentation de son concerto pour piano lors de la Last Night of the Proms de la 10e édition du Perth International Arts Festival (en).
L'écriture pour le piano a toujours stimulé ses idées pour des compositions, ce qui l'a conduit à des collaborations avec des pianistes australiens tels que Victor Sangiorgio (en), Antony Gray et aussi avec le duo Carles & Sofia qui a enregistré les œuvres complètes pour piano à quatre mains de Carmichael pour le label KNS-classical,.

## Honneurs
À l'occasion des cérémonies organisées en l'honneur de l'anniversaire de la reine en juin 2011, John Carmichael reçoit la médaille de l'Ordre d'Australie pour ses services en tant que compositeur et pianiste de concert.

## Compositions
- 1946 : Damon Suite
- 1956 : Bagatelle
- 1958 : Puppet Show (duo pour piano)
- 1959 : Tourbillon (piano ; version pour piano à quatre mains en 2006)
- 1960 : Fêtes champêtres (clarinette et piano)
- 1965 : Concierto folklorico (piano et orchestre à cordes)
- 1972 : Country Fair (clarinette et orchestre)
- 1972 :  Concerto pour trompette
- 1980 : Thredbo Suite (flute et piano, ou flûte et orchestre)
- 1982 : Phoenix Concerto (flûte et orchestre)
- 1988 : Fantasy Concerto (flûte et orchestre)
- 1990 : Concerto pour saxophone
- 1990 :  Latin American Suite; Bahama Rumba, Habanera, Joropo) (piano à quatre mains 2001: Bahama Rumba, Joropo, Habanera, Jongo)
- 1990 :  Bravura Waltzes (piano ; piano à quatre mains 2003)
- 1992 : From the Dark Side (1. The Secret Ceremony. 2. Before Nightfall. 3. Elegy. 4. Dance with the Devil)
- 1994 : Dark Scenarios (piano à quatre mains)
- 1995 : Spider Song
- 2000 : Sea Changes (quatuor avec piano)
- 2001 : Sonatine : Pastorale, Interlude, Toccata)
- 2001 :  Sun Worship, aria de concert (soprano, clarinette et piano)
- 2002 :  Sérénade pour flûte et cordes
- Fantasy Sonata (flûte et piano)
- Aria and Finale (saxophone soprano et piano)
- Latin American Suite (saxophone alto et piano)
- Opéra (livret inspiré de Jean Rhys)
- Concerto pour piano no 2 (créé en 2011)
- A Little Night Music (suite pour flûte et piano : 1. Caribbean Moonrise; 2. Quiet Evening; 3. Carnival Night)
- On the Green (ensemble pour instruments à vent)
- 2008 :  Hommages – Manuel de Falla, Francis Poulenc, Gabriel Fauré, Maurice Ravel (piano et piano à quatre mains)
- Troubled Dream (d’après Franz Liszt)
- 2009 :  Escapades (chœur de flûte)

## Source
- (en) Cet article est partiellement ou en totalité issu de l’article de Wikipédia en anglais intitulé « John Carmichael (composer) » (voir la liste des auteurs).